# Wladimir Leontjewitsch Komarow
Wladimir Leontjewitsch Komarow (russisch Владимир Леонтьевич Комаров Vladimir Leontjevich, Leontevich Komarov) (* 1.jul. / 13. Oktober 1869greg. in Sankt Petersburg; † 5. Dezember 1945 in Moskau) war ein russischer Botaniker und Geograph. Sein offizielles botanisches Autorenkürzel lautet „Kom.“

## Leben
Schon in seiner Jugend interessierte sich Komarow für Botanik. 1890 schrieb er sich an der Universität Sankt Petersburg ein und studierte dort Physik und Mathematik. Als Student konnte Komarow an zwei Expeditionen nach Turkestan und nach Kasachstan teilnehmen und schrieb drei Bände über die dortige Flora. Für seine Arbeit wurde er mit einer Goldmedaille ausgezeichnet.
Wegen politischer Äußerungen wurde Komarow  von der Ochrana, der Geheimpolizei des Zaren, überwacht und konnte nicht länger an der Universität bleiben. Er nahm ein Angebot der Russischen Geographischen Gesellschaft für eine Expedition in den Fernen Osten an. Er begleitete dort eine Expedition zur Vorbereitung der Amur-Bahn und besuchte die Äußere Mandschurei. Von 1895 bis 1897 arbeitete er an einer dreibändigen Flora der Mandschurei, die 1909 in St. Petersburg erschien.
Im Jahr 1898 wurde er Konservator des Botanischen Garten Sankt Petersburg und begann an der Universität zu lehren, wo er 1902 promoviert, zum Privatdozenten ernannt, und schließlich 1918 ordentlicher Professor wurde. Er unternahm jedoch weitere große Reisen, so bereiste Komarow 1902 das Sajangebirge, wo er den Munku Sardyk bestieg, und besuchte Burjatien. Im Jahr 1906 besuchte er den Onegasee und bereiste die Kamtschatka.
Im Jahr 1914 wurde er Mitglied der Kaiserlichen Akademie der Wissenschaften St. Petersburg und 1920 Voll-Mitglied der Russischen Akademie der Wissenschaften. 1921 veröffentlichte er zwei umfangreiche Werke über das Leben Carl von Linnés und Jean-Baptiste de Lamarcks.
Von Dezember 1936 bis Juli 1945 war er Präsident der Akademie der Wissenschaften der UdSSR. Im Jahr 1940 wurde er zu Ehrenpräsidenten der Russischen Geographischen Gesellschaft ernannt und gewann in den folgenden zwei Jahren zweimal den Stalinpreis erster Klasse, einmal für seine Studien zur Morphologie der Pflanzen und ein zweites Mal für die Organisation eines kriegswichtigen Betriebs in der Ural-Region. 1943 gewann er den Titel Held der sozialistischen Arbeit und drei Leninorden. 1940 wurde das Botanische Institut der Akademie der Wissenschaften, ein Zusammenschluss des Botanischen Gartens (auf der Aptekarsky-Insel) und des Botanischen Museums (auf der Wassiljewski-Insel), in Komarow-Institut benannt.
Komarow starb am 5. Dezember 1945 und wurde auf dem Moskauer Nowodewitschi-Friedhof beigesetzt.

## Ehrungen
Im Jahr 1948 wurde die Stadt Kellomäki zu Ehren Komarows in Komarowo umbenannt.
Im Jahr 1951 benannte Jewgeni Korowin ihm zu Ehren die Pflanzengattung Komarovia aus der Familie der Doldenblütler (Apiaceae). Auch die Gattung Vladimiria Iljin aus der Familie der Korbblütler (Asteraceae) ehrt ihn. Weiter sind mehrere Pflanzenarten (wie Salsola komarovii), Sektionen, Käfer- und Schmetterlingsarten sowie das Komarov-Institut in St. Petersburg nach ihm benannt worden.

## Werke
- Flora Manshuriae, 1901–1907
- Flora peninsulae Kamtschatka .., 1927–1929.

Außer den oben genannten Werken ist er der Herausgeber von Band 1 bis 13 der Flora U.S.S.R, 1934–1948.